# St. Marien (Basthorst)

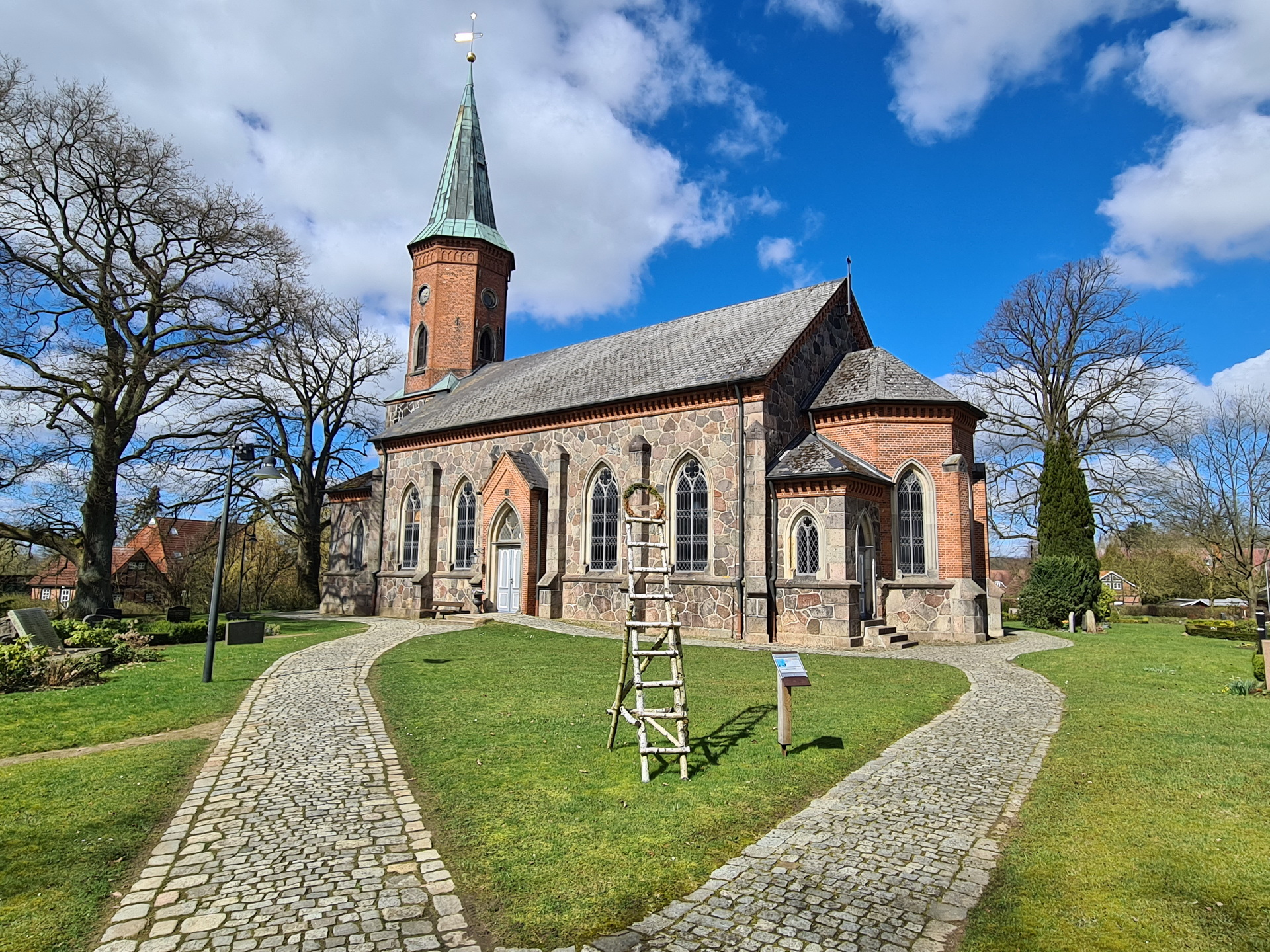
St. Marien in Basthorst

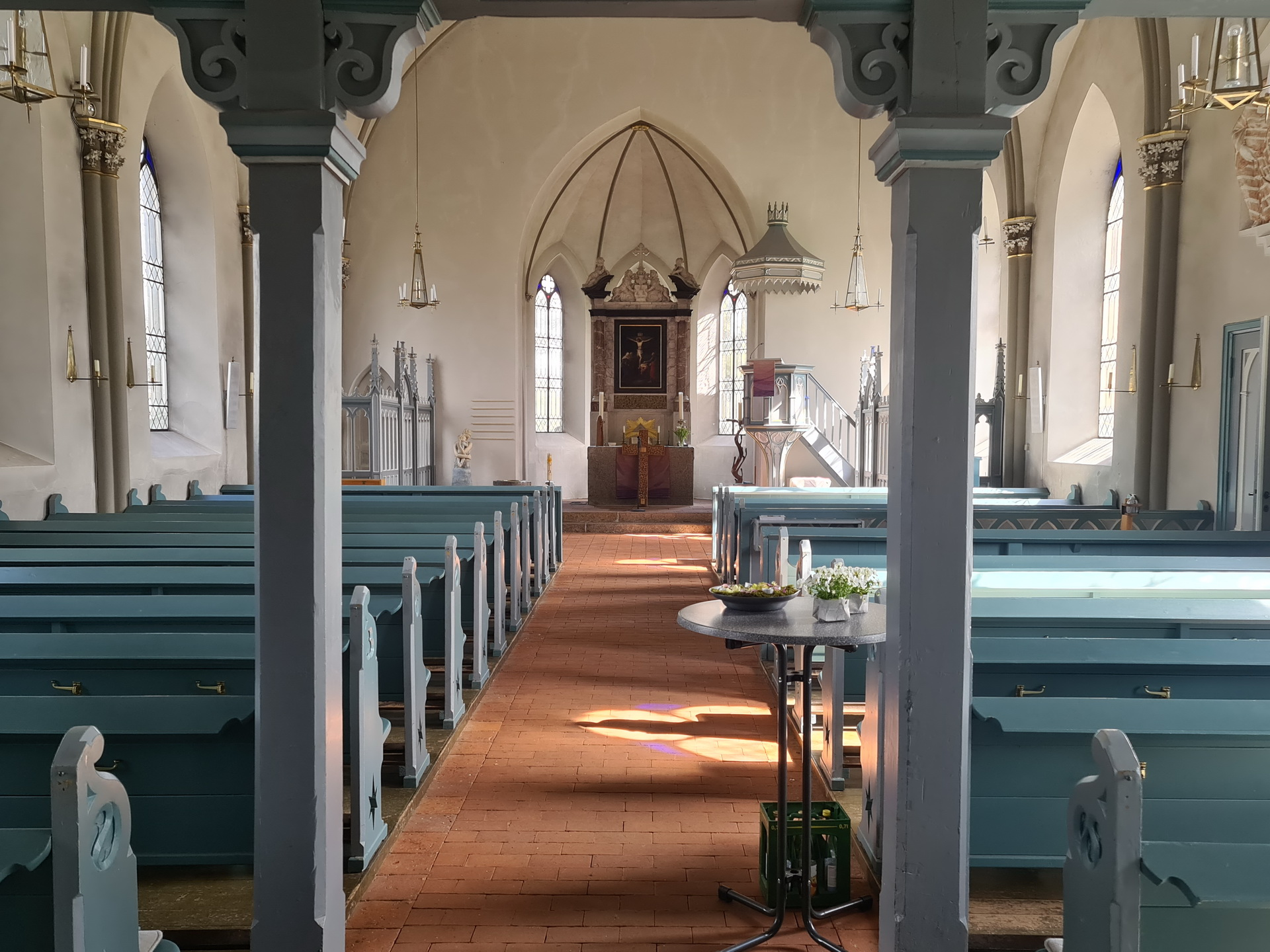
Innenraum

Die evangelisch-lutherische denkmalgeschützte Kirche St. Marien steht in Basthorst, einer Gemeinde im Kreis Herzogtum Lauenburg in Schleswig-Holstein. Sie gehört der Kirchengemeinde Basthorst im Kirchenkreis Lübeck-Lauenburg der Evangelisch-Lutherischen Kirche in Norddeutschland.

## Geschichte
Die der heiligen Maria gewidmete Kirche wird 1319 erstmalig erwähnt. Da sie im Zehntregister von 1230 noch nicht genannt ist, ist eine Bauzeit in der zweiten Hälfte des 13. Jahrhunderts anzunehmen. Sie war in früheren Zeiten ein Wallfahrtsort „Zum heiligen Leichnam“, wovon die zweimal jährlich bis in die zweite Hälfte des 19. Jahrhunderts hinein abgehaltenen Jahrmärkte blieben. Zum Kirchspiel gehörte im Mittelalter noch eine Kapelle in Möhnsen. Bis zu Reformation unterstand das Kirchspiel dem Kirchenpatronat des Ratzeburger Bischofs, anschließend erhielten die jeweiligen Besitzern des adligen Guts Basthorst das Patronat, die auch die Pastoren bestimmten. 1876 ging das Kirchenpatronat auf dem Kreis über.
Mitte des 19. Jahrhunderts wurde die alte, turmlose Kirche baufällig und 1856 538 Jahren nach der ersten Erwähnung abgerissen. Der Superintendent hatte den baulichen Zustand zuvor in seinem Visitationsbericht mit den Worten „Die Kirche sieht aus, als ob sie bei dem leisesten Anstoß zusammenbrechen würde!“ kritisiert.
Der Neubau gestaltete Landesbaumeister Carl August Wilhelm Lohmeyer aus Ratzeburg 1857/58 als einschiffige neugotische Feldsteinkirche mit eingezogenem kleinen Fünf-Achtel-Chor und einem spitzbehelmten, 43 Meter hohen Westturm aus Backsteinen. Das Schiff trägt fünf hölzerne Kreuzrippengewölbe und einen spitzbogigen Chorbogen. Bemaltes Fensterglas  der alten Kirche mit Wappenbildern ehemaliger Gutsherren wurde die von Sandstein gerahmten spitzbogigen Fenster der neuen Kirche eingesetzt.

## Ausstattung

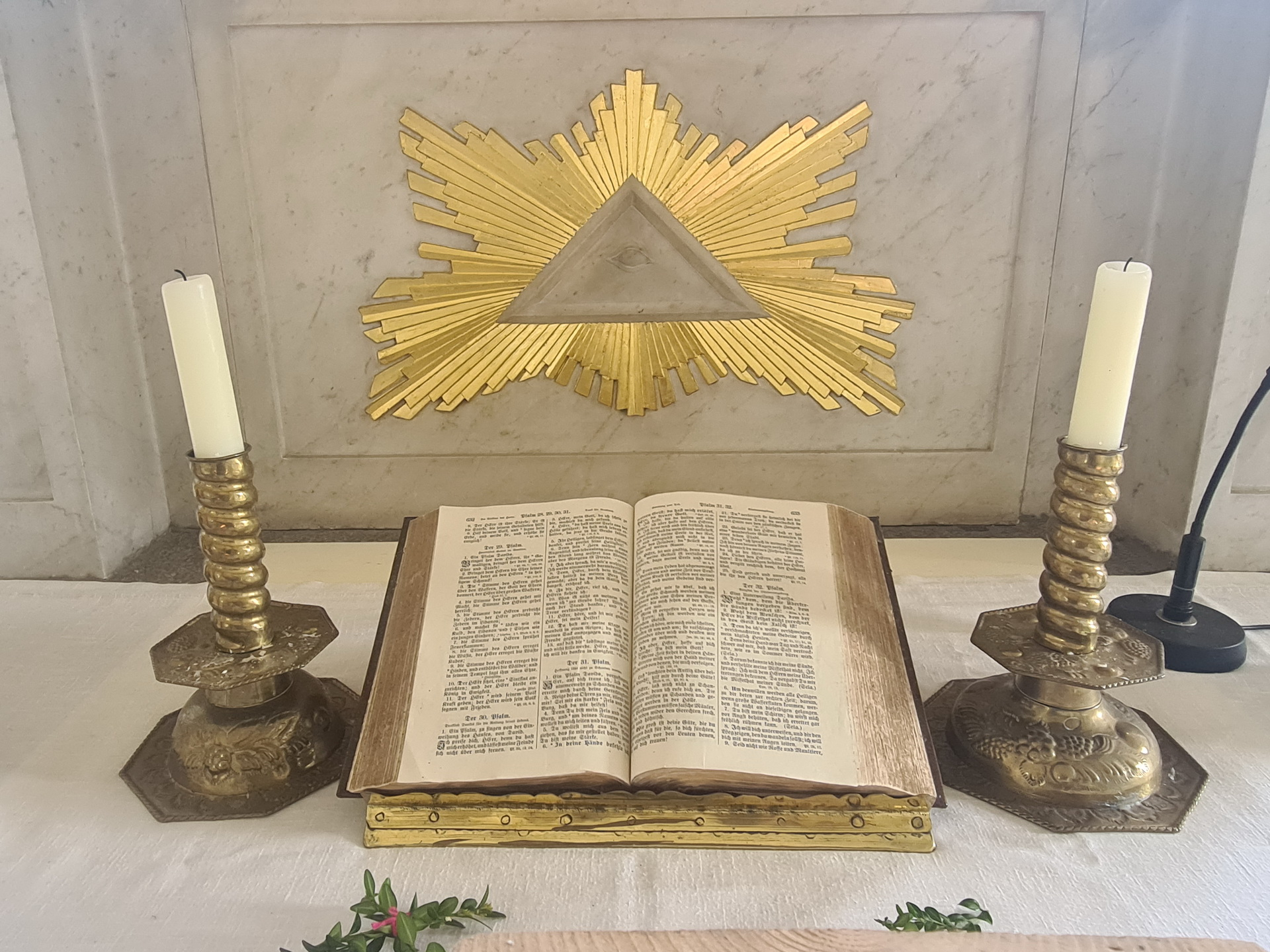
Das Auge Gottes, das mittelalterliche Altarlesepult und die beiden Altarleuchter

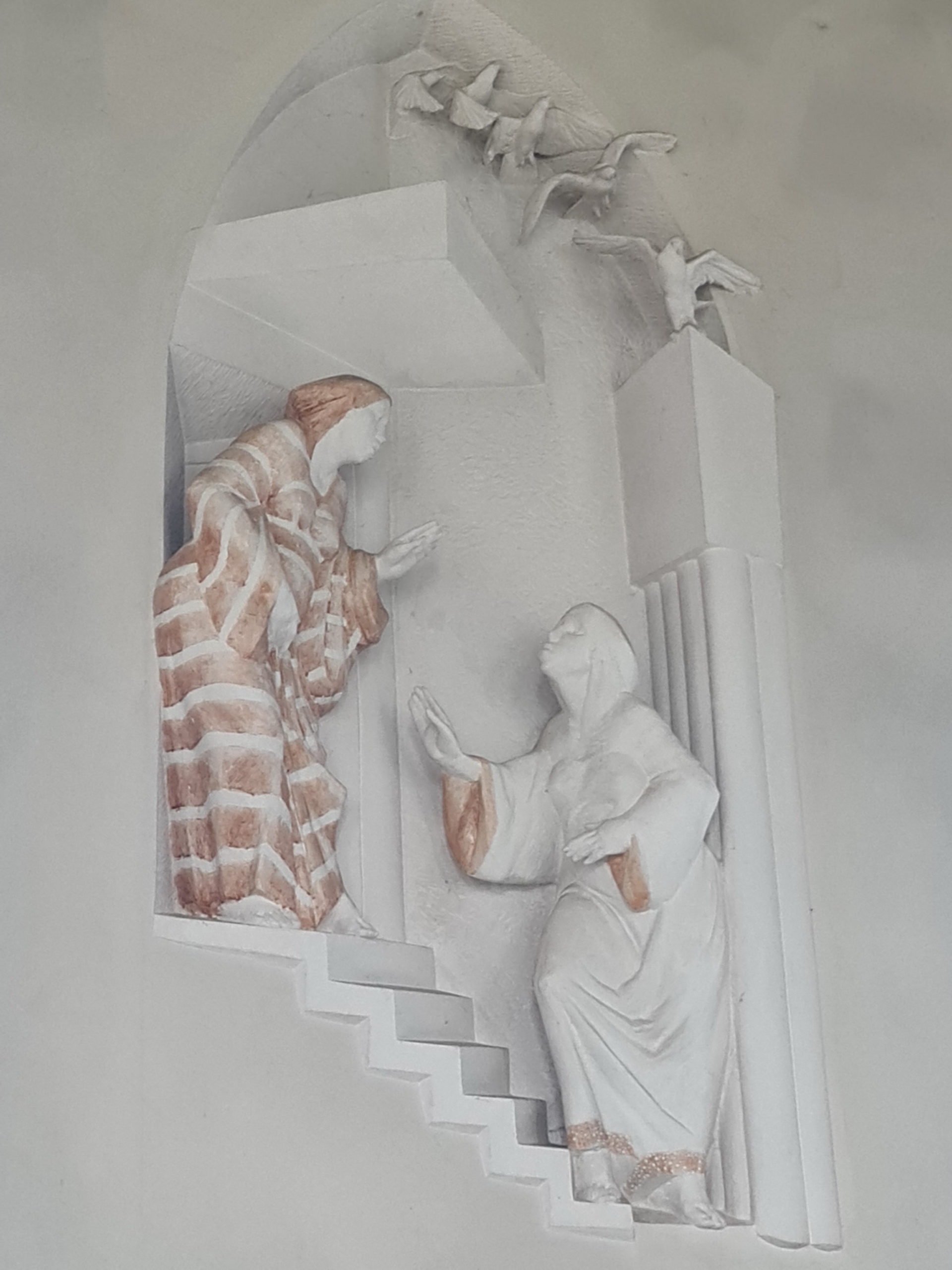
Gesegnete Begegnung

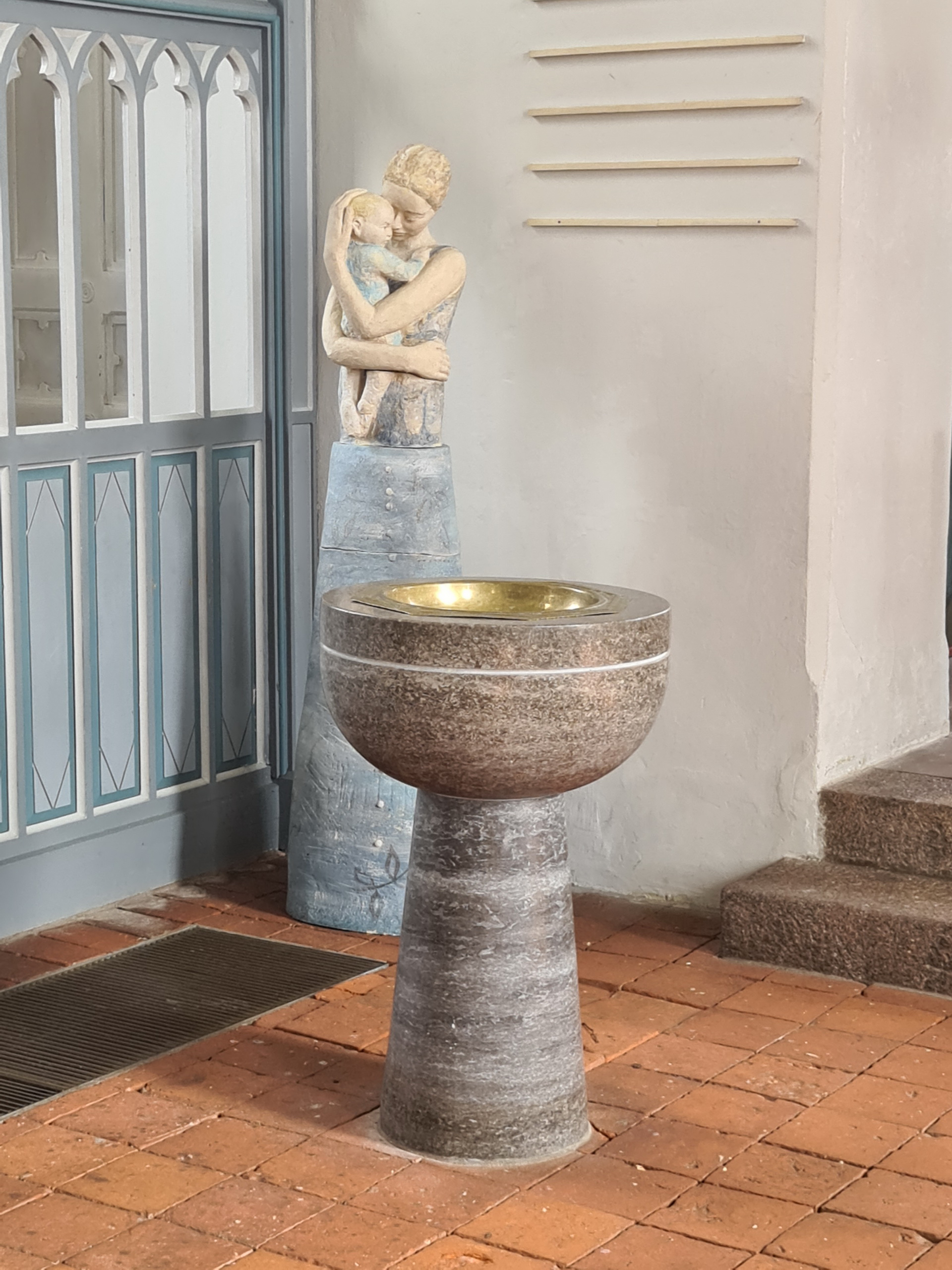
Friede-Lune

Die Kirchenausstattung der alten Kirche wurde teilweise in den Neubau übertragen. Dazu gehört der 1668 vom damaligen Gutsherrn Peter von Uffeln geschenkte Barockaltar aus farbigem Marmor mit einer Kreuzigungsgruppe im Mittelbild. Eine Orgel bekam die Kirche erst 1870.

### Altar
Basis des Altars ist ein riesiger Granitblock, der von 36 Pferden von der „Schüttenkoppel“ zum Kirchplatz gezogen worden sein soll. Aufgrund der „Blutrinnen“, die beim Einbau des Steins noch sichtbar gewesen sein sollen, vermutete man, dass er in heidnischer Zeit noch als Opferstein gedient habe. Der in den Marmorschleifereien Amsterdams hergestellte Altaraufbau besteht aus zwei Säulen, die ein 1858 geschaffenes Gemälde der Kreuzigung einfassen und ein Wappengesims mit Kreuz tragen. Im unteren Bereich ist ein aus Marmor gearbeitetes Auge Gottes zu sehen sowie eine Tafel, auf der in vergoldeten lateinischen Buchstaben die Besitzungen der Adelsfamilie von Uffeln aufgeführt sind. Diese war von 1648 bis 1721 Herren von Basthorst und schenkten der Kirche außer dem Altar auch das Buntglasfenster in der Nordwand. Das aus Messing gefertigte mittelalterliche Altarlesepult mit eingravierter Kreuzgruppe und Engelsputten trägt die Inschrift „H. Andreas Gregorius Pastor zu Basthorst 1651“. Die vergoldeten Altar- und Taufkerzenhalter wurden der Kirche von Gemeindemitgliedern vermacht. Der linke Altarleuchter aus dem Jahr 1676 stammt von Joachim und Elisabeth Rauche, der rechte aus dem Jahr 1734 von Hinrich Hermen und Clara Maregarethe Grewen. Den Taufkerzenleuchter stifteten Luder und Ludit Drewes zu Ehren von Pastor Andreas Lamprecht 1659.

### Kunstwerke
Die über der Eingangstür in der Mitte des Kirchenschiffes angebrachte Plastik Gesegnete Begegnung von Carl Constantin Weber aus Potsdam wurde am 6. November 2005 mit einem Gottesdienst eingeweiht. Das Halbrelief zeigt die Begegnung von Maria und ihrer Cousine Elisabet. Beide Frauen sind schwanger dargestellt und erheben die Hände zum Gruß. Sie segnen sich damit zugleich einander und die beiden noch ungeborenen Kinder Jesus und Johannes.
Links vom Altar befindet sich neben dem Taufbecken die 68 Zentimeter große Mutter-Kind-Skulptur Friede-Lune. Das aus Spendenmitteln der Gemeinde angeschaffte Kunstwerk wurde von Annegret Maria Kon aus gebranntem Ton gestaltet. Das Kunstwerk war zuvor während einer Sommerausstellung der Künstler A. Kon und D. Heller auf dem Altartisch von St. Marien zu sehen und gewann sofort viele Freunde, die auf eine Anschaffung von „Friede-Lune“ drängten und dafür spendeten. Die finanzielle Unterstützung des Bastelkreises der Gemeinde ermöglichte 2014 die Anschaffung des Kunstwerkes mit einem eigens dafür geschaffenen Sockel.
Die Glasmalerei in einem der Nordfenster zeigt acht Wappen, vier von 1657, zwei von 1707 und zwei weitere ohne Datierung.
Während der Adventszeit ist in der Kirche außerdem eine besondere Krippe zu sehen. Frauen aus der Gemeinde haben die Szenen gemeinsam mit der Künstlerin Annegret Kon gestaltet.